# Trofeu Vidal
El Trofeu Vidal és un torneig d'Escala i corda organitzat des de 2003 per ValNet i patrocinat per Tiendas Vidal de Guadassuar, al trinquet d'on es juguen totes les partides.
Atés que només hi participen els pilotaris més importants del moment, més els importants premis "a la corda" (quantitat de diners per al guanyador de la partida), i les regles específiques que té, és un torneig amb molt de renom. El sistema de competició és de 3 partides: 2 semifinals i 1 final a partida única.

## Historial
| Any  | Campió                   | Finalista                   | Resultat |
| ---- | ------------------------ | --------------------------- | -------- |
| 2012 | Álvaro i Javi            | Colau, Fèlix i Tomàs II     | 60-35    |
| 2011 | Álvaro, Dani i Héctor    | Miguel, Fèlix i Jesús       | 60-30    |
| 2010 | Soro III, Fèlix i Jesús  | Miguel, Javi i Sarasol II   | 60-25    |
| 2009 | Núñez, Grau i Sarasol II | León, Dani i Fèlix          | 60-50    |
| 2008 | Miguel, Fèlix i Canari   | Genovés II i Grau           | 60-50    |
| 2007 | Genovés II, Dani i Oñate | Álvaro, Sarasol II i Canari | 60-45    |
| 2006 | Miguel, Grau i Jesús     | Álvaro, Tato i Pigat III    |          |
| 2005 |                          | Víctor i ?                  |          |
| 2004 | ? i Tato                 | Víctor i ?                  |          |
| 2003 | Víctor,Dani i tino       | Álvaro i                    |          |

## Regles específiques
El Trofeu Vidal compta amb unes regles específiques que afavoreixen una major disputa dels quinzes i, per tant, una major espectacularitat:
- Puntuació inicial: Les partides comencen amb empat a 3 jocs, 15-15.
- Galeries prohibides: No és permés d'enviar la pilota a les galeries del dau o del rest, qui la hi llance perd el quinze.
- Falta: En la ferida no hi ha mitja, una segona oportunitat per al "feridor.